# Kvartalsrapport
Kvartalsrapport är en delårsrapport som upprättas varje kvartal. I företagsekonomiska sammanhang är en kvartalsrapport en förenklad resultaträkning.
Ett börsnoterat aktiebolag måste i allmänhet upprätta kvartalsrapporter för att uppfylla börsens krav, t ex ställer Stockholmsbörsen krav på deras börsbolag att de måste rapportera kvartalvis.